# 短尾腔蝠魚
短尾腔蝠魚（學名：Coelophrys brevicaudata），為輻鰭魚綱鮟鱇目棘茄魚亞目棘茄魚科的其中一種，分布於西太平洋區，包括日本、菲律賓、印尼海域，屬深海底棲性魚類，棲息深度可達1024公尺，體長可達7.7公分，生活習性不明。

## 扩展阅读
維基物種上的相關：短尾腔蝠魚